# Ischaemum yadavii
Ischaemum yadavii är en gräsart som beskrevs av Harshala S. Gad och Janarth. Ischaemum yadavii ingår i släktet Ischaemum och familjen gräs. Inga underarter finns listade i Catalogue of Life.